# Pilumnus verrucimanus
Pilumnus verrucimanus is een krabbensoort uit de familie van de Pilumnidae. De wetenschappelijke naam van de soort is voor het eerst geldig gepubliceerd in 1913 door Klunzinger.